# Stictoptera laetifica
Stictoptera laetifica är en fjärilsart som beskrevs av Saalmüller 1880. Stictoptera laetifica ingår i släktet Stictoptera och familjen nattflyn. Inga underarter finns listade i Catalogue of Life.